# Designer
Un designer ([dizajnəʁ]), parfois francisé en designeur (féminin designeuse,), est un professionnel qui conçoit un produit en harmonisant les critères esthétiques et fonctionnels de celui-ci.
Le designer peut être spécialisé (design d'espace, design de produits, design graphique, etc.) ou pluridisciplinaire (design signalétique, design de services, etc.). Il travaille souvent en collaboration avec des spécialistes d'autres disciplines, pour analyser et résoudre les problèmes soulevés par un projet. Il est l'interface entre les services commerciaux et les services de fabrication.

## Domaines
Un designer apporte des solutions dans tous les secteurs (énergie, commerce, mobilité, alimentation, éducation, santé, écologie, culture, etc.). Certains designers sont pluridisciplinaires, d'autres sont spécialisés dans un domaine spécifique (espaces, messages, produits).
Les disciplines du design couvrant plusieurs secteurs d'activité sont le design thinking, le design collaboratif, le design de services, le design packaging, le design signalétique et l'écoconception ou encore, et plus récemment, le design des politiques publiques,.
Les domaines spécialisés des espaces incluent le design d'intérieur, le design d'espace commercial (PLV), le design scénique, le design scénographique, le design lumière et le design paysager. Ceux des messages comportent le design graphique, le design interactif, le design d'illustration, le design graphique animé, le design graphique environnemental, le design photographique, le design numérique, le design sensoriel, le design sonore, le design de textes et le design web.
Et enfin, les domaines spécialisés des produits se composent du design produit, du design d'objet, du design industriel, design de mode, du design de transports, du design culinaire et design textile,.

## Histoire du terme
Les dénominations styliste et stylicien ont été proposées comme substituts en français dans les années 1980-1990.

## Formation

### Belgique
En Belgique, la formation de designer s'acquiert par l'obtention d'un niveau master (Bac +4 ou +5) en École Supérieure des Arts. Les deux écoles dont le diplôme est reconnu en Fédération Wallonie Bruxelles sont l'École Nationale Supérieure des Arts Visuels (La Cambre à Bruxelles) et l'École Supérieure des Arts Saint Luc (Liège). En Flandre, plusieurs écoles forment des designers (Hasselt, Anvers, Gand et Bruxelles).

### France

#### Écoles de design

##### En Île-de-France
- École nationale supérieure de création industrielle - Les Ateliers (ENSCI–Les Ateliers)
- École nationale supérieure des arts décoratifs (ENSAD)
- École Boulle
- École nationale supérieure des arts appliqués et des métiers d'art (ENSAAMA - Olivier de Serres)
- École supérieure des arts appliqués Duperré
- CY école de design[11]

#### Ailleurs en France
- École supérieure d'art et de design de Valenciennes
- École nationale supérieure d'art et de design de Nancy (ENSAD Nancy)
- École européenne supérieure d'art de Bretagne
- École supérieure d'art et de design d'Amiens (ESAD Amiens)
- École supérieure d'art et de design d'Orléans (ESAD Orléans)
- École supérieure d'art et de design de Reims (ESAD)
- École supérieure d'art et design Saint-Étienne (ESADSE)
- École supérieure d'art et de design Marseille-Méditerranée (ESADMM)
- École supérieure des beaux-arts de Toulouse
- École supérieure des beaux-arts du Mans, (ESBAM)
- École supérieure des arts appliqués et du textile (ESAAT)
- Faculté des Arts de l'université de Strasbourg[12]
- Institut supérieur Couleur Image Design (ISCID) de l'université Toulouse Jean-Jaurès à Montauban

#### En Île-de-France
- Strate École de Design
- École Camondo

#### Divers
- École de design Nantes Atlantique
- Gobelins
- École Supérieure des Métiers des Arts et de la Culture (ESMAC) du groupe Eductive à Vitrolles

#### Écoles d'ingénieur
Depuis peu, les écoles d'ingénieurs intègrent la notion de design au sens de valeur ajoutée à la conception de produit. Cette spécificité française marque la différence pour ce qu'on peut qualifier de design d'ingénieur.
- Le Conservatoire national des arts et métiers et l'IUP Génie des Systèmes Industriels d'Evry forment à une démarche de conception innovante impliquée tout au long du projet où le design est une valeur ajoutée à un produit industriel.
- L'initiation au design industriel à l'École centrale de Lille est juxtaposée aux techniques d'analyse de la valeur dans le cours de génie industriel assuré aux élèves ingénieurs.
- L'École nationale supérieure d'arts et métiers (Arts et Métiers ParisTech) : « Design et conception industrielle ».
- L'École des Ponts ParisTech met également en place une démarche du design industriel au sein de son département d'enseignement Génie Industriel.
- Depuis la rentrée scolaire 2007, l'université de technologie de Belfort-Montbéliard (UTBM), habilitée par la CTI pour délivrer des diplômes d'ingénieur, a ouvert le département EDIM (Ergonomie Design Ingénierie Mécanique) formant des ingénieurs dans ce domaine.
- Dès sa création dans les années 1970, l’université de technologie de Compiègne (UTC) a innové en intégrant à la formation d’ingénieur une formation en design industriel. La filière Ingénierie du Design Industriel transmet aux élèves ingénieurs les éléments nécessaires à la conception de produits en tenant compte des facteurs techniques, humains et esthétiques. Un nouveau parcours Design d’Interaction est apparu dans son programme de Master Sciences et Technologie, venant renforcer la formation en conception des produits complexes.

#### Écoles d'architecture intérieure
Nommé parfois design d'espace, c'est le design d'aménagement intérieur. Les agences d'architectures proposent de plus en plus souvent la conception du mobilier pour intégrer le cadre architectural qu'ils ont créé. Certaines écoles d'architectures proposent désormais des options design.

#### Écoles d'art appliqués
Certaines écoles sont historiquement rattachées aux métiers du bois, de la tapisserie, de la mode, des arts décoratifs : comme l’École nationale supérieure des arts décoratifs, mais aussi l’Esad Reims, l’École Boulle, l'École nationale supérieure des beaux-arts de Lyon et les Arts Déco Strasbourg. Certaines ont un rapport plus serré avec l'art contemporain. Ce sont les Beaux-Arts offrant des sections Design comme à Lyon, Saint-Étienne ou Le Mans. Il existe un post-diplôme : « Design et Recherche » à l'École supérieure art et design de Saint-Étienne La section Design Graphique de l'école régionale des beaux-arts de Valence reste une référence dans l'enseignement de cette discipline. Les formations post bac de niveau 3 (Brevet de Technicien Supérieur) existent également dans de nombreuses académies en France. Ces BTS sont spécialisés dans des domaines particuliers du design : BTS Design de produits, BTS Design d'espace, BTS Design Graphique, BTS Design de mode.

#### École privée ou consulaire
Quelques grandes écoles privées réputées formant des designers produit sont à citer : Strate École de design, École supérieure des arts modernes, ou Esam Design (Design d'environnement et design produit), Créapole, Écoles de Condé, ISD Valenciennes, École de design Nantes Atlantique, École d'arts appliqués de Poitiers (EAA), Kedge Design School (ex-EID), etc.

### Suisse
En Suisse, la formation de designer s'acquiert par l'obtention d'un bachelor en haute école spécialisée, en passant généralement par une année propédeutique. Des formations de niveau Master existent dans certains domaines. Les différentes écoles incluent notamment : l'École cantonale d'art de Lausanne (ECAL), la Hochschule für Gestaltung und Kunst de Zurich (HGKZ), la Haute École d'art et de design Genève (HEAD Genève) et l'École de design et haute école d'art du Valais (EDHEA).

## Récompenses notoires
- Étoiles de l'Observeur du design.
- Les Janus.
- Red dot awards.
- Audi talents awards.
- Étoiles montantes du design.